# Tunelul Săcel
Tunelul Săcel, cu lungimea de 340 metri este primul tunel de autostradă construit în România. Lucrările la tunel au fost demarate în anul 2012 iar inaugurarea a avut loc în decembrie 2013. Tunelul este situat pe autostrada A1 în dreptul localității Săcel, între Săliște și Sibiu. 